# Protanaostigma
Protanaostigma is een geslacht van vliesvleugeligen uit de familie Tanaostigmatidae. De wetenschappelijke naam van dit geslacht is voor het eerst geldig gepubliceerd in 1929 door Ferrière.

## Soorten
Het geslacht Protanaostigma omvat de volgende soorten:
- Protanaostigma derricola Ferrière, 1932
- Protanaostigma kyushuana Masi, 1941
- Protanaostigma milletiae Ferrière, 1929
- Protanaostigma sybiliae Boucek, 1988